# Ucrânia nos Jogos Paralímpicos de Verão de 1996
30 atletas (25 homens e 5 mulheres) da Ucrânia disputaram nos jogos Paraolímpicos de Verão de 1996, em Atlanta, Estados Unidos.